# Uchturpan
Uchturpan, även känt som Wushi, är ett härad som lyder under prefekturen Aksu i Xinjiang-regionen i nordvästra Kina.